# 수력

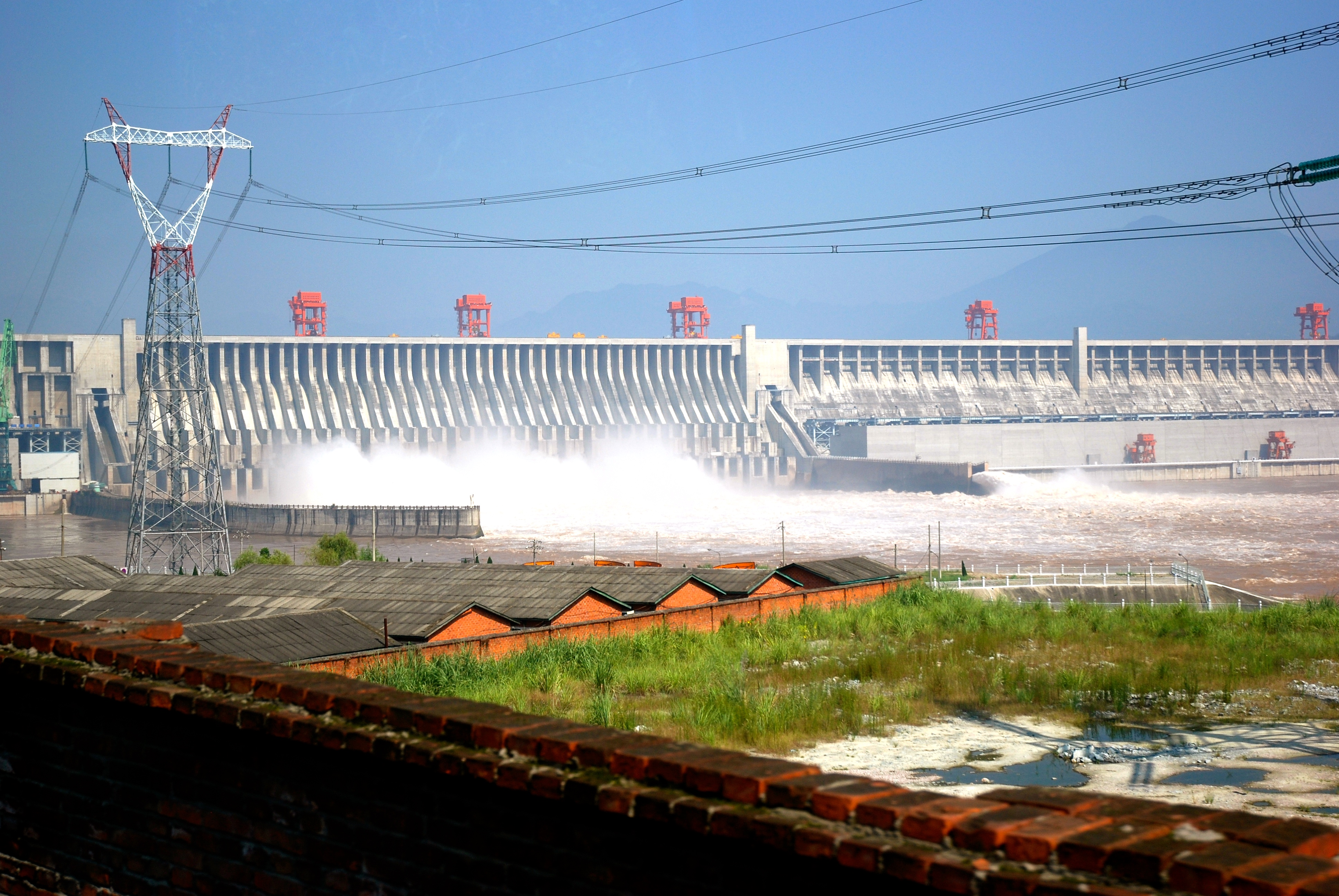

수력(水力, Hydropower 또는 Waterpower, 문화어: 물힘)은 물이 가지는 위치 에너지나 운동 에너지를 이용하는 것 또는 그렇게 얻을 수 있는 동력이다. 물의 힘에 의해서 만들어지는 동력, 즉 에너지이다.
수력은 떨어지거나 빠르게 흐르는 물을 사용하여 전기를 생산하거나 기계에 동력을 공급하는 것이다. 이는 수원의 중력 전위 또는 운동 에너지를 변환하여 전력을 생산함으로써 달성된다. 수력은 지속 가능한 에너지 생산 방법이다. 수력은 현재 주로 수력 발전에 사용되며 양수 발전으로 알려진 에너지 저장 시스템의 절반으로도 적용된다.
수력은 이산화탄소나 기타 대기 오염물질을 직접 생성하지 않고 상대적으로 일관된 전력원을 제공하기 때문에 화석연료에 대한 매력적인 대안이다. 그럼에도 불구하고 경제적, 사회학적, 환경적 단점이 있으며 강이나 고지대 호수와 같이 충분히 에너지가 풍부한 수원이 필요하다. 세계은행 등 국제기구에서는 수력을 경제발전을 위한 저탄소 수단으로 보고 있다.
고대부터 물레방아의 수력은 관개 및 제분소, 제재소, 직물 공장, 트립 해머, 도크 크레인, 가정용 엘리베이터 및 광석 공장과 같은 기계 장치의 작동을 위한 재생 에너지원으로 사용되었다. 떨어지는 물에서 압축 공기를 생성하는 트롬프(trompe)는 멀리 있는 다른 기계에 동력을 공급하는 데 사용된다.

## 같이 보기
- 수력 발전
- 에너지 효율
- 국제수력학회
- 해양 에너지
- 파력 발전